# Dåvits udd
Dåvits udd är en udde i Finland. Den ligger i den ekonomiska regionen  Helsingfors  och landskapet Nyland, i den södra delen av landet, 20 km sydväst om huvudstaden Helsingfors.
Terrängen inåt land är platt. Havet är nära Dåvits udd åt sydost.  Närmaste större samhälle är Esbo, 13,7 km norr om Dåvits Udd. 